# Sistema de Teleféricos de Chiatura
A Rede de Teleféricos de Chiatura constitui um importante sistema de transporte público naquela cidade geogiana. Durante a era soviética (a partir de 1953) foram construídas 21 rotas de teleféricos naquela cidade, quinze dessas rotas, com um comprimento total de 6.579 metros, ainda estavam em operação em outubro de 2013, servindo a população daquela cidade onde existe uma importante mineração de manganês.